# Franz Ferdinand von Druffel
Franz Ferdinand von Druffel (* 22. März 1763 in Münster; † 22. Mai 1857 in Münster) war ab 1792 bis zur Auflösung der Fakultät 1818 der erste unpromovierte Professor im Fachbereich allgemeine und spezielle Pathologie und Therapie der medizinischen Fakultät der Universität Münster, begutachtete als Mediziner die selige Anna Katharina Emmerick und wurde 1814 geadelt.

## Lebenslauf
Er wurde als Sohn des Hofapothekers Hermann Druffel in Münster geboren und war der jüngere Bruder des am 3. November 1804 in den preußischen Adelsstand erhobenen Johann Gerhard von Druffel. Er begann sein Studium der Medizin in Göttingen und setzte es in Wien fort. Er heiratete am 7. November 1805 Gertrud von Buchholtz, die der Familie des Historikers Franz Bernhard von Buchholtz entstammte. Dadurch kamen Druffel später in den Besitz des landtagsfähigen Rittersitzes Welbergen. Aus der Ehe gingen die Söhne Franz Carl (1809–1873) und Clemens (1813–1887) hervor, die beide später Abgeordnete im Provinziallandtag wurden, sowie die Tochter Maria Therese.

## Funktionen
- Mitglied des Medizinalkollegiums in Münster
- 1788 Medizinalrat
- 1792–1802 Garnisonsmedikus

## Patienten
- Generalvikar Clemens August Droste zu Vischering

## Veröffentlichungen
- Nachricht von ungewöhnlichen Erscheinungen by einer mehrjährigen Kranken, Medicinisch-chirurgische Zeitung, fortgesetzt von D. Johann Nepomuck Ehrhart, Edelen von Ehrhartstein, Salzburg, 1814, 1. Bd. S. 145 und 2. Bd. S. 17 (Bericht über Anna Katharina Emmerick)
- Todesursache des Fr. Leopold Grafen zu Stolberg, (gedruckter Bericht des Medizinalrats v. D.), Münster 9. Dezember 1819